# (2601) Bologne
(2601) Bologne, désignation internationale (2601) Bologna, est un astéroïde de la ceinture principale.

## Description
(2601) Bologne est un astéroïde de la ceinture principale. Il fut découvert le 8 décembre 1980 à Bologne par l'observatoire San Vittore. Il présente une orbite caractérisée par un demi-grand axe de 3,13 UA, une excentricité de 0,07 et une inclinaison de 9,6° par rapport à l'écliptique.

## Compléments